# Tranvia Piacenza-Lugagnano
La tranvia Piacenza-Lugagnano era una linea tranviaria interurbana a vapore che collegò le città di Piacenza e Lugagnano Val d'Arda dal 1897 al 1938.

## Storia
Le origini della tranvia risalgono al 1892, quando viene costituita la Compagnie du Tramway a Vapoeur de la Province de Plaisance (TPP, nota anche come "la francese") per la costruzione e l'esercizio delle tranvie Piacenza-Pianello-Nibbiano, Cremona-Lugagnano e Piacenza-Castell'Arquato. La prima tratta di quest'ultima linea ad essere realizzata fu quella tra Piacenza e Carpaneto Piacentino, inaugurata il 14 maggio 1897 e lunga circa 18 km. La linea fu completata il 17 luglio 1902 con l'apertura del tratto Carpaneto-Castell'Arquato.
La linea seguì le vicende della concessionaria: nel 1900 la maggioranza delle quote della CTVPP fu rilevata dalla Società Nazionale Ferrovie e Tramvie (SNFT) che ne trasferì la sede a Roma. Tre anni dopo la società spostò la sede sociale a Piacenza, prodromo ad una serie di modifiche allo statuto che portarono, nel 1904, a cambiare il nome in Società di strade ferrate e tramvie nella provincia di Piacenza ed in altre provincie d'Italia, mantenendo la medesima sigla. Nel 1906 la ragione sociale mutò in Società Italiana Ferrovie e Tramvie (SIFT), la quale rilevò due anni dopo le concessioni delle tranvie Piacenza-Bettola, Grazzano-Rivergaro e Piacenza-Cremona dalla britannica The Piacenza Bettola and Cremona Tramway Company Limited (TPBC) in liquidazione.
La situazione finanziaria della SIFT nel giro di alcuni anni peggiorò notevolmente a causa della costruzione delle ferrovie Cremona-Borgo San Donnino e Borgo San Donnino-Fornovo: gli ingenti capitali investiti nella realizzazione delle due linee, poi riscattate dallo Stato, portarono la società nel 1921 a fare richiesta di concordato preventivo. Tali difficoltà finanziarie portarono nel 1923 a sospendere per alcuni mesi l'esercizio della tranvia. Si rese quindi necessario l'intervento da parte della Provincia di Piacenza, che nel 1928 offrì un contributo alla SIFT per ammodernare le sue tranvie, elettrificandole o sostituendole con ferrovie elettriche come nel caso della Piacenza-Carpaneto, mentre il tratto Carpaneto-Castell'Arquato sarebbe stato esercitato con tram ad accumulatori.
Con regio decreto n. 253 del 28 febbraio 1930 lo Stato concesse alla SIFT la costruzione e l'esercizio di una ferrovia elettrica tra Piacenza, Carpaneto e Lugagnano con diramazione Lusurasco-Fiorenzuola; la crisi economica generale e il diffondersi dei trasporti su gomma non rese possibile il realizzarsi del progetto e nel 1933 il tratto Castell'Arquato-Lugagnano fu definitivamente chiuso. La restante parte della tranvia fu soppressa nel 1938 e sostituita con autobus della Società Emiliana Autoservizi (SEA), facente capo alla SIFT.

## Caratteristiche
|  | Unknown route-map component "CONTgq" | Station on transverse track | Unknown route-map component "CONTfq" |  |

| Unknown route-map component "uexKBHFa" |

| Unknown route-map component "uexHST" |

|  | Unknown route-map component "uexCONTgq" | Unknown route-map component "uexABZgr" |  |  |

| Unknown route-map component "uexHST" |

| Unknown route-map component "uexHST" |

|  |  | Unknown route-map component "uexABZgl" | Unknown route-map component "uexCONTfq" |  |

| Unknown route-map component "uexBHF" |

| Unknown route-map component "uexBHF" |

| Unknown route-map component "uexBHF" |

| Unknown route-map component "uexHST" |

| Unknown route-map component "uexHST" |

| Unknown route-map component "uexBHF" |

| Unknown route-map component "uexBHF" |

| Unknown route-map component "uexBHF" |

| Unknown route-map component "uexBHF" |

| Unknown route-map component "uexBHF" |

| Unknown route-map component "uexBHF" |

| Unknown route-map component "uexBHF" |

| Unknown route-map component "uexHST" |

| Unknown route-map component "uexBHF" |

| Unknown route-map component "uexBHF" |

| Unknown route-map component "uexBHF" |

| Unknown route-map component "uexBHF" |

| Unknown route-map component "uexBHF" |

| Unknown route-map component "uexHST" |

| Unknown route-map component "uexBHF" |

| Unknown route-map component "uexHST" |

| Unknown route-map component "uexBHF" |

| Unknown route-map component "uexBHF" |

| Unknown route-map component "uexBHF" |

| Unknown route-map component "uexBHF" |

| Unknown route-map component "uexBHF" |

| Unknown route-map component "uexBHF" |

| Unknown route-map component "uexHST" |

| Unknown route-map component "uexBHF" |

| Unknown route-map component "uexBHF" |

| Unknown route-map component "uexBHF" |

| Unknown route-map component "uexBHF" |

| Unknown route-map component "uexWBRÜCKE1" |

| Unknown route-map component "uexBHF" |

| Unknown route-map component "uexHST" |

| Unknown route-map component "uexBHF" |

| Unknown route-map component "uexHST" |

| Unknown route-map component "uexBHF" |

| Unknown route-map component "uexBHF" |

|  |  | Unknown route-map component "uexABZg+l" | Unknown route-map component "uexCONTfq" |  |

| Unknown route-map component "uexBHF" |

| Unknown route-map component "uexBHF" |

| Unknown route-map component "uexBHF" |

| Unknown route-map component "uexHST" |

| Unknown route-map component "uexBHF" |

| Unknown route-map component "uexKDSTe" |

La linea tranviaria era a binario singolo a scartamento ordinario di 1445 mm. Si sviluppava per 37,030 km, dei quali 4,683 in comune con la Cremona-Lugagnano. Il raggio di curvatura era di 50 m, la pendenza massima del 26 per mille. I tram potevano toccare una velocità massima di 18 km/h.

### Percorso
Il capolinea piacentino, comune alle tranvie SIFT, sorgeva in Barriera Porta Nuova, nei pressi della stazione ferroviaria. La linea superava il bastione San Lazzaro, dopo il quale si distaccavano le linee per Agazzano, Bettola e Nibbiano.
Si imboccava quindi la via Emilia fino a Molini degli Orti, da cui si diramava la linea per Cremona; tra il bastione San Lazzaro e Molini degli Orti la linea correva parallela alla linea 2 delle tranvie elettriche urbane.
La tranvia successivamente toccava le località di Bastione Molini, Villa Pollastrella, Villa Aphel, Mucinasso, Villa Raguzzi, Colombarini, I Vaccari, Casa Rosa, San Polo, Cortenova, Cà del Ponte, Fornace Fioruzzi, San Giorgio Piacentino.
Da San Giorgio Piacentino la linea proseguiva per Tre Santi, Podere Croce, Pozzo Pagano, Case Nuove, Ponte Riglio, Cà Buffalora arrivando a Carpaneto Piacentino, quindi proseguendo per Cascina Draghi, Ciriano, Negrano, Caminata, Capretto, si risaliva la valle del torrente Chiavenna toccando Vigolo Marchese e, ai piedi degli Appennini, Colombaia, Bosco Verani, Gavina, Colombarone Sant'Antonio, Strada Pelosa, Poggio Manzi e Castell'Arquato, località già raggiunta dal 1900 dalla tranvia Cremona-Lugagnano.
Da Castell'Arquato si risaliva la Val d'Arda sino a Lugagnano Val d'Arda, capolinea del servizio passeggeri. La linea proseguiva sino alle cave di Mocomero: quest'ultimo tratto era percorso esclusivamente da treni merci e da convogli riservati al personale delle cave.
Il tragitto da Piacenza a Lugagnano era compiuto in circa due ore e mezza.

## Materiale rotabile
Sulla tranvia prestarono servizio locomotive a vapore cabinate di tipo tranviario, per la maggior parte bidirezionali.
A partire dal 1908, con l'assorbimento della TPBC da parte della SIFT, il materiale rotabile fu utilizzato indifferentemente su tutte le linee sociali: il parco rotabili SIFT consisteva di 37 locomotive, 68 carrozze passeggeri e 337 carri merci (di cui 73 di proprietà di varie società).